# Brankov
Brankov (1174 m) – szczyt na zachodnim krańcu Niżnych Tatr na Słowacji. Należy do tzw. Grupy Salatynów.
Brankov znajduje się w grzbiecie oddzielającym Revúcką dolinę (Revúcka dolina) od Ludrovskiej doliny (Ludrovská dolina). Wznosi się w tym grzbiecie pomiędzy szczytami Ostré (1062 m) i Veľký Brankov (1134 m) – od tego ostatniego oddziela go sedlo Jama. Brankov ma dwa wierzchołki. Na słowackiej mapie turystycznej (wersja OTMH) wierzchołek północny opisany jest jako Kriváň 1032 m. W stokach zachodnich pomiędzy wierzchołki Brankova wcina się dolinka Chladná. Dolinka opada w kierunku północno-zachodnim, w dolnej części przechodząc w dolinkę Vyšná Teplica.
Masyw Brankova zbudowany jest z wapieni. Porasta go las, ale są w nim liczne skalne wychodnie. Znajduje się na obszarze Parku Narodowego Niżne Tatry.

## Turystyka
Szczytami Brankova prowadzi zielony szlak turystyczny.
  Biely Potok (Rużomberk) – Brdisko – Kutiny – Ostré – sedlo Teplice – Priehyba – Brankov – sedlo Jama – Veľký Brankov – Podsuchá. Odległość 11,6 km, suma podejść 1000 m, suma zejść 955 m, czas przejścia 5,10 h (z powrotem 5,20 h)